# Argyroeides ortona
Argyroeides ortona là một loài bướm đêm thuộc phân họ Arctiinae, họ Erebidae.